# Cantonul Vélines
Cantonul Vélines este un canton din arondismentul Bergerac, departamentul Dordogne, regiunea Aquitania, Franța.

## Comune
| Comune                                 | Populație (1999) | Cod poștal | Cod INSEE |
| -------------------------------------- | ---------------- | ---------- | --------- |
| Bonneville-et-Saint-Avit-de-Fumadières | 302              | 24230      | 24048     |
| Fougueyrolles                          | 473              | 33220      | 24189     |
| Lamothe-Montravel                      | 1.239            | 24230      | 24226     |
| Montazeau                              | 324              | 24230      | 24288     |
| Montcaret                              | 1.426            | 24230      | 24289     |
| Nastringues                            | 112              | 24230      | 24306     |
| Port-Sainte-Foy-et-Ponchapt            | 2.489            | 33220      | 24335     |
| Saint-Antoine-de-Breuilh               | 2.012            | 24230      | 24370     |
| Saint-Michel-de-Montaigne              | 362              | 24230      | 24466     |
| Saint-Seurin-de-Prats                  | 478              | 24230      | 24501     |
| Saint-Vivien                           | 286              | 24230      | 24514     |
| Vélines                                | 1.114            | 24230      | 24568     |